# Bohuslav Hellich
Bohuslav Hellich (ur. 31 maja 1851 w Bad Podiebrad, zm. 26 lipca 1918 w Pradze) – czeski lekarz psychiatra, przyrodnik, antropolog.
Ukończył studia medyczne na Uniwersytecie Karola w Pradze, w 1884 roku otrzymał tytuł doktora medycyny. Od 1885 pracował w klinice psychiatrycznej w Pradze. W 1891 roku habilitował się i do 1895 na katedrze psychiatrii w Pradze. Od 1913 kierował zakładem psychiatrycznym w Bohnicach pod Pragą.

## Wybrane prace
- Die Cladoceren Böhmens (1877)